# 北会津町田村山
北会津町田村山（きたあいづまち たむらやま）は、福島県会津若松市の大字である。郵便番号は965-0117。

## 地理
会津若松市北西部の北会津地区（旧北会津郡北会津村域）に属する。北で北会津町和泉、東で北会津町真宮、南東で北会津町石原、南西で北会津町舘、西で北会津町出尻とそれぞれ隣接する。概ね町村制施行以前の北会津郡和合村のうち、旧田村山村の流れを汲む地域である。北会津地区北部に位置し、域内全域にわたり水田が広がる。東西に会津広域農道が横断し、南部の田村山に集落が位置するが、北会津地区の他大字と同様に集落がある区画には「字」以降を付けず大字に直接番地が続く住所表記がなされる。

### 主な字
字
- 熊ノ宮
- 田村山
- 塚越
- 堂ノ下

## 歴史
- 1875年8月12日 - 田村山村と荒田村が統合され和合村が発足する。
- 1879年1月27日 - 和合村が福島県内における郡区町村制の施行により北会津郡の村となる。
- 1889年4月1日 - 町村制の施行により和合村が周辺6村と合併し荒井村が発足し、旧和合村域が荒井村大字和合となる。
- 1953年4月1日 - 荒井村が舘ノ内村と合併して荒舘村が発足し、荒舘村の大字となる。
- 1956年5月1日 - 荒舘村が川南村と合併して北会津村が発足し、北会津村の大字となる。
- 2004年11月1日 - 北会津村が会津若松市に編入され、会津若松市の大字となるとともに、大字和合のうち字塚越甲、田村山甲、堂ノ下甲、熊ノ宮、塚越、田村山が北会津町田村山へと変更される。

## 世帯数と人口
2024年1月1日現在の世帯数と人口は以下の通りである。
| 大字           | 世帯数 | 人口 |
| -------------- | ------ | ---- |
| 北会津町田村山 | 20世帯 | 54人 |

## 小・中学校の学区
市立小・中学校に通う場合、学区は以下の通りとなる。
| 番地 | 小学校                 | 中学校                   |
| ---- | ---------------------- | ------------------------ |
| 全域 | 会津若松市立荒舘小学校 | 会津若松市立北会津中学校 |

## 交通

### 道路
- 幹線一級市道29号
- 幹線一級市道35号
- 一般市道北3-51号（会津広域農道）

## 施設
- JA会津よつば総合サービス 北部サービスステーション
- 田村山住吉神社
- 田村山古墳